# AgustaWestland CH-149 Cormorant
AgustaWestland CH-149 Cormorant (kormoran) je trimotorni večnamenski helikopter italijansko-britanskega podjetja AgustaWestland. CH-149 je kanadska oznaka za AgustaWestland AW101 (prej EH101).

## Tehnične specifiakcije (CH-149)
Splošne značilnosti
- Posadka: 5
- Število sedežev: 

  - 30 vojakov na sedežih ali
  - največ 45 vojakov ali
  - 16 nosil
- Dolžina: 22,81 m (74 ft 10 in)
- Višina: 6,65 m (21 ft 10 in)
- Teža praznega letala: 10.500 kg (23.149 lb)
- Maks. vzletna teža: 14.580 kg (32.143 lb)
- Pogon letala: 3 × General Electric T700-T6A1 turbogredni motor, 1.286 kW (1.725 hp) vsak
- Premer glavnega rotorja:  18,59 m (61 ft 0 in)

Zmogljivost
- Neprekoračljiva hitrost: 309 km/h (192 mph; 167 kn)
- Doseg: 1.389 km (863 mi; 750 nmi)
- Višina leta: 4.575 m (15.010 ft)
- Hitrost vzpenjanja: 10,2 m/s (2.010 ft/min)
- Obremenitev kril: 53,8 kg/m2 (11,0 lb/sq ft)
- Razmerje moč/teža: 0,2849 kW/kg (0,174 KM/lb)